# أوين غراي
أوين غراي (بالإنجليزية: Owen Gray) هو مغني جامايكي، ولد في 5 يوليو 1939 في كينغستون في جامايكا.

## وصلات خارجية
- أوين غراي على موقع ميوزك برينز (الإنجليزية)
- أوين غراي على موقع أول ميوزيك (الإنجليزية)
- أوين غراي على موقع ديسكوغز (الإنجليزية)